# DEB-Pokal der Frauen 2018
Der DEB-Pokal der Frauen 2018 wurde am 17. und 18. März 2018 im Wellblechpalast in Berlin ausgetragen. Er fand damit zum 17. und vorerst letzten Mal seit seiner Einführung und zum 12. Mal unter Teilnahme der besten deutschen Fraueneishockey-Teams statt. Pokalsieger wurde zum vierten Mal der ECDC Memmingen. Ab der Saison 2018/19 wurde der DEB-Pokal durch Play-offs der Fraueneishockey-Bundesliga ersetzt. Erst zur Saison 2022/23 wurde der Pokal mit neuem Format wieder eingeführt.

## Teilnehmer und Modus
Für das Turnier waren neben dem Ausrichter, die Eisbären Juniors Berlin, die drei besten Mannschaften der abgeschlossenen Bundesligasaison 2017/18 für das Turnier qualifiziert. Gespielt wurde wieder im Turniermodus mit Halbfinal- und Finalspielen. Die Pokalspiele fanden in regulärer Spielzeit von 3 × 20:00 Minuten statt.

## Ansetzungen
Halbfinale
| 17. März 2018 16:00 Uhr | ECDC Memmingen T. Day (1:35) M. Delarbre (30:28) C. Strobel (34:54) T. Day (41:48) T. Day (55:48) J. Seitz (57:32) | 6:1 (1:1, 2:0, 3:0) Spielbericht | Eisbären Juniors Berlin N. Kamenik (4:59) | Wellblechpalast, Berlin Zuschauer: 77 |

| 17. März 2018 19:00 Uhr | ESC Planegg E. Scala (7:33) J. Zorn (55:51) | 2:5 (1:2, 0:2, 1:1) Spielbericht | ERC Ingolstadt E. Nix (6:15) E. Nix (19:02) L. Geelhaar (22:49) E. Nix (34:24) P. Nix (44:38) | Wellblechpalast, Berlin Zuschauer: 77 |

Spiel um Platz 3
| 18. März 2018 10:00 Uhr | ESC Planegg K. Gerstmeir (8:36) J. Zorn (10:29) F. Feldmeier (32:23) K. Gerstmeir (35:51) J. Zorn (37:45) F. Feldmeier (57:45) | 6:3 (2:0, 3:1, 1:2) Spielbericht | Eisbären Juniors Berlin J. Mahadeo (22:00) K. Soccio (41:04) A.-M. Nickisch (50:31) | Wellblechpalast, Berlin Zuschauer: 81 |

Finale
| 18. März 2018 13:00 Uhr | ECDC Memmingen M. Anwander (18:18) M. Anwander (33:30) D. Gleißner (50:40) J. Seitz (56:54) | 4:1 (1:0, 1:1, 2:0) Spielbericht | ERC Ingolstadt V. Kanters (30:09) | Wellblechpalast, Berlin Zuschauer: 109 |

## Beste Scorer
Quelle: eliteprospects.com; Abkürzungen: Sp = Spiele, T = Tore, V = Assists, Pkt = Punkte, SM = Strafminuten; Fett: Turnierbestwert
| Spieler             | Mannschaft     | Sp | T | V | Pkt | SM |
| ------------------- | -------------- | -- | - | - | --- | -- |
| Taylor Day          | ECDC Memmingen | 2  | 3 | 4 | 7   | 2  |
| Franziska Feldmeier | ESC Planegg    | 2  | 2 | 3 | 5   | 0  |
| Carina Strobel      | ECDC Memmingen | 2  | 1 | 4 | 5   | 4  |
| Daria Gleißner      | ECDC Memmingen | 2  | 1 | 3 | 4   | 0  |
| Julia Zorn          | ESC Planegg    | 2  | 3 | 0 | 3   | 0  |
| Emily Nix           | ERC Ingolstadt | 2  | 3 | 0 | 3   | 4  |
| Vena Kanters        | ERC Ingolstadt | 2  | 1 | 2 | 3   | 0  |

## Kader des Pokalsiegers
| DEB-Pokalsieger ECDC Memmingen | Tor: Vanessa Muschick, Emma Schweiger Abwehr: Mandy Dibowski, Daria Gleißner, Lena Kartheininger, Anna-Lena Niewollik, Katharina Ott, Nadine Schattner, Carina Strobel Angriff: Manuela Anwander, Taylor Day, Marie Delarbre, Nicola Eisenschmid, Antonia Jekel, Antje Sabautzki, Lena Schurr, Julia Seitz, Marina Swikull, Sonja Weidenfelder Trainer: Werner Tenschert, Markus Rose |